# Cá sặc rằn
Cá sặc rằn (danh pháp hai phần: Trichopodus pectoralis) là một loài cá nước ngọt nằm trong họ Cá tai tượng, bản địa của Đông Nam Á.
Cá sặc rằn còn được biết đến với nhiều tên gọi khác như cá sặc bổi, cá rô tía da rắn/cá rô tía Xiêm (tiếng Thái: ปลาสลิด, phát âm tiếng Thái: [Plà salịt]) hay cá lò tho, tiếng Khmer gọi là ត្រី កន្ធរ /trei kantho/. Loài cá này là một món ăn quan trọng trong nền ẩm thực của nhiều nước, đồng thời nó cũng được sử dụng làm cá cảnh.

## Đặc điểm
Cá sặc rằn trưởng thành dài trung bình 15 cm, cá biệt có thể lên đến 25 cm. Chúng có thân mình dẹt, hơi thuôn hình bầu dục, phủ kín các họa tiết vằn vện tối màu; miệng nhọn hướng lên trên và vây bụng dạng sợi đặc trưng của chi Cá sặc.
Cá phân bố ở xung quanh lưu vực sông Mekong của Lào, Thái Lan, Campuchia và Việt Nam. Chúng chủ yếu sống trong những vùng nước chảy chậm có nhiều thực vật thủy sinh và chất hữu cơ. Nhờ có mê lộ mà chúng có thể sống trong những môi trường nước tù đọng và thiếu oxy như ruộng lúa, đầm lầy,... Cá là loài ăn thịt trong thời kì đầu, tuy nhiên khi trưởng thành, cấu tạo bộ máy tiêu hóa của cá biến đổi phù hợp với việc ăn tạp.
Tại Việt Nam, loài này là đặc sản của nhiều tỉnh, thành vùng Đồng bằng sông Cửu Long. Loài này thường được phơi khô trước khi bán ra thị trường. Món gỏi xoài khô cá sặc rằn là một món khai vị được ưu chuộng ở miền Tây.

## Ảnh

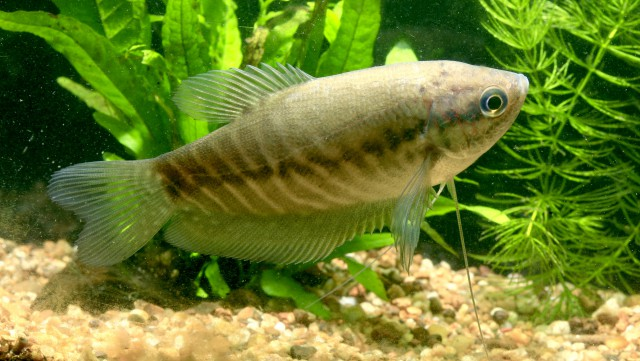
Cá sặc rằn
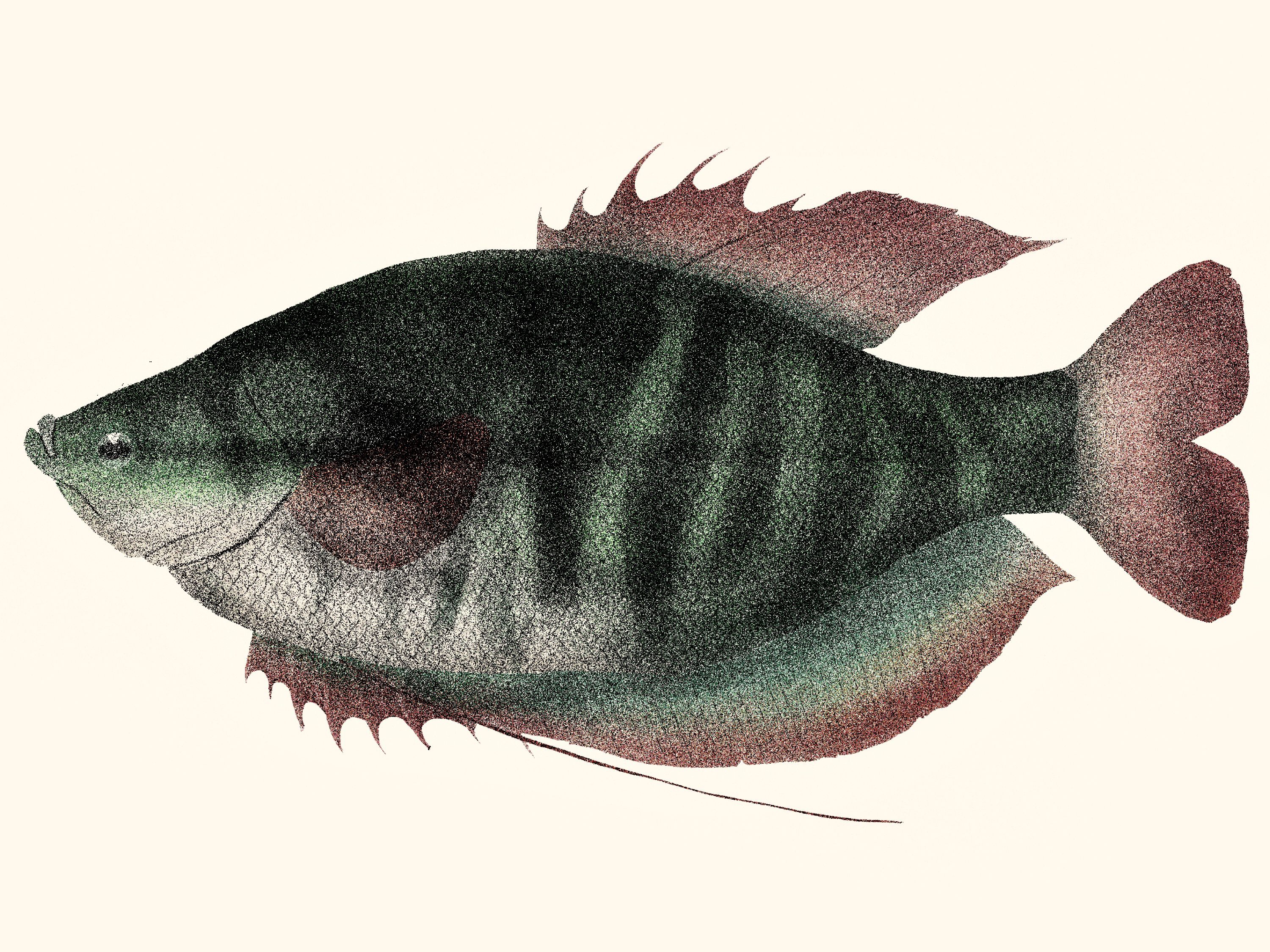
Minh họa đặc điểm cá sặc rằn
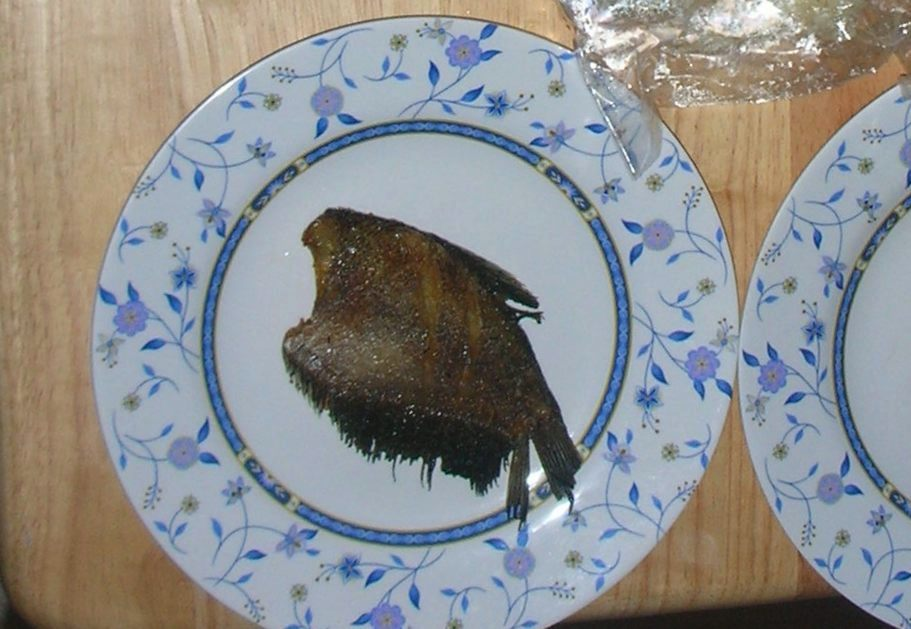
Cá sặc rằn chiên.
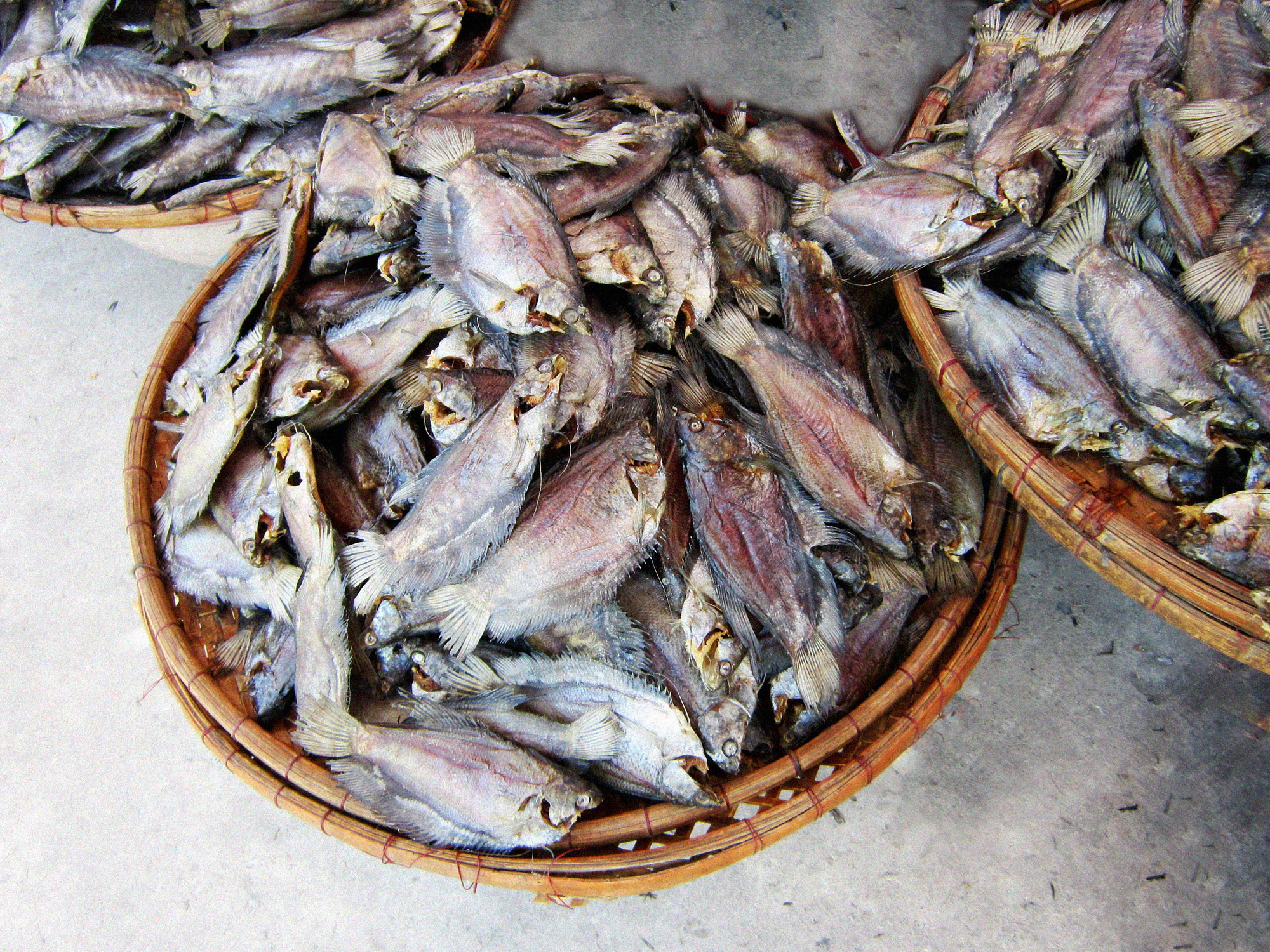
Khô cá sặc rằn.